# Kōki Tsukagawa
Kōki Tsukagawa (japanisch 塚川 孝輝 Tsukagawa Kōki; * 16. Juli 1994 in der Präfektur Hiroshima) ist ein japanischer Fußballspieler.

## Karriere
Tsukagawa erlernte das Fußballspielen in der Schulmannschaft der Hiroshima Kanon High School und der Universitätsmannschaft der Ryūtsū-Keizai-Universität. Seinen ersten Vertrag unterschrieb er 2017 bei Fagiano Okayama. Der Verein spielte in der zweithöchsten Liga des Landes, der J2 League. Für den Verein absolvierte er 66 Ligaspiele. 2019 wechselte er zum Erstligisten Matsumoto Yamaga FC. Im Juli 2019 wurde er an den Zweitligisten FC Gifu nach Gifu ausgeliehen. Für den Verein absolvierte er 19 Ligaspiele. Nach Vertragsende beim Matsumoto Yamaga FC wechselte er Anfang 2021 zum Erstligisten Kawasaki Frontale. Am 20. Februar 2021 gewann er mit Frontale den Supercup. Das Spiel gegen Gamba Osaka gewann man mit 3:2. Im gleichen Jahr feierte er mit dem Verein die japanische Meisterschaft. Für Frontale betritt er 14 Ligaspiele. Im Juli 2022 wechselte der Mittelfeldspieler zum Ligakonkurrenten FC Tokyo. Bis Saisonende 2023 bestritt er für dn FC Tokyo 33 Ligaspiele. Im Februar 2024 wechselte er auf Leihbasis zum ebenfalls in der ersten Liga spielenden Kyōto Sanga. Hier bestritt er drei Ligaspiele. Im Januar 2025 kehrte er nach der Ausleihe zum FC Tokyo zurück.

## Erfolge
Kawasaki Frontale
- Japanischer Meister: 2021
- Japanischer Supercup-Sieger: 2021